# Olympische Sommerspiele 1908/Fußball/Spiele
Diese Seite enthält alle Spiele des olympischen Fußballturniers von 1908 in London mit allen statistischen Details.

## Viertelfinale
Die Niederlande und Frankreich A erreichten kampflos das Halbfinale, da Ungarn und Böhmen aus sportpolitischen Gründen nicht als selbständige Verbände innerhalb der Donaumonarchie antreten durften.

### Dänemark – Frankreich B 9:0 (4:0)
| Dänemark                                        | Dänemark | Frankreich B | Frankreich B |
| ----------------------------------------------- | --- | --- | ------------ |
| Dänemark                                        | \| 19. Oktober 1908 in London (White City Stadium) \| \| Zuschauer: 2.000 \| \| Schiedsrichter: Thomas Kyle ( England) \| | \| 19. Oktober 1908 in London (White City Stadium) \| \| Zuschauer: 2.000 \| \| Schiedsrichter: Thomas Kyle ( England) \|                                                                       | Frankreich B |
| Dänemark                                        | Ludvig Drescher – Charles Buchwald, Harald Hansen – Harald Bohr, Kristian Middelboe , Nils Middelboe – Oskar Nørland, August Lindgren, Sophus Nielsen, Vilhelm Wolfhagen, Peter Marius Andersen Cheftrainer: Charlie Williams ( England) | Fernand Desrousseaux – Joseph Verlet , Charles Bilot – Sadi Dastarac, Raoul Gressier, Justin Vialaret – Pierre Six, Albert Jenicot, Henri Holgard, Paul Mathaux, Adrien Filez Cheftrainer: ohne | Frankreich B |
| Dänemark                                        | 1:0 N. Middelboe (10.) 2:0 Wolfhagen (15.) 3:0 Wolfhagen (17.) 4:0 Bohr (25.) 5:0 Bohr (47.) 6:0 N. Middelboe (49.) 7:0 Wolfhagen (67.) 8:0 Wolfhagen (72.) 9:0 S. Nielsen (78.)                                                         | | Frankreich B |
| 19. Oktober 1908 in London (White City Stadium) | | |              |
| Zuschauer: 2.000                                | | |              |
| Schiedsrichter: Thomas Kyle ( England)          | | |              |

### Großbritannien – Schweden 12:1 (7:0)
| Großbritannien                                  | Großbritannien | Schweden | Schweden |
| ----------------------------------------------- | --- | --- | -------- |
| Großbritannien                                  | \| 20. Oktober 1908 in London (White City Stadium) \| \| Zuschauer: 2.000 \| \| Schiedsrichter: John Ibbotson ( England) \|                                                                                         | \| 20. Oktober 1908 in London (White City Stadium) \| \| Zuschauer: 2.000 \| \| Schiedsrichter: John Ibbotson ( England) \|                                                                     | Schweden |
| Großbritannien                                  | Horace Bailey – Walter Corbett, Herbert Smith – Kenneth Hunt, Frederick Chapman, Robert Hawkes – Arthur Berry, Vivian Woodward , Harry Stapley, Clyde Purnell, Harold Hardman Cheftrainer: Alfred Davis             | Oskar Bengtsson – Åke Fjästad, Theodor Malm – Sven Olsson, Hans Lindman , Olof Ohlsson – Sune Almkvist, Gustaf Bergström, Karl Gustafsson, Sven Ohlsson, Karl Ansén Cheftrainer: Anton Johanson | Schweden |
| Großbritannien                                  | 1:0 Stapley (11.) 2:0 Woodward (14.) 3:0 Berry (16.) 4:0 Chapman (20.) 5:0 Purnell (22.) 6:0 Woodward (?.) 7:0 Purnell (30.) 8:1 Purnell (66.) 9:1 Hawkes (?.) 10:1 Stapley (?.) 11:1 Hawkes (?.) 12:1 Purnell (?.) | 7:1 Bergström (65.) | Schweden |
| 20. Oktober 1908 in London (White City Stadium) | | |          |
| Zuschauer: 2.000                                | | |          |
| Schiedsrichter: John Ibbotson ( England)        | | |          |

## Halbfinale

### Dänemark – Frankreich A 17:1 (6:1)
| Dänemark                                        | Dänemark | Frankreich A | Frankreich A |
| ----------------------------------------------- | --- | --- | ------------ |
| Dänemark                                        | \| 22. Oktober 1908 in London (White City Stadium) \| \| Zuschauer: 1.000 \| \| Schiedsrichter: Thomas Campbell ( England) \| | \| 22. Oktober 1908 in London (White City Stadium) \| \| Zuschauer: 1.000 \| \| Schiedsrichter: Thomas Campbell ( England) \|                                                                             | Frankreich A |
| Dänemark                                        | Ludvig Drescher – Charles Buchwald, Harald Hansen – Harald Bohr, Kristian Middelboe , Nils Middelboe – Johannes Gandil, August Lindgren, Sophus Nielsen, Vilhelm Wolfhagen, Bjørn Rasmussen Cheftrainer: Charlie Williams ( England) | Maurice Tillette – Ursule Wibaut, Jean Dubly – Georges Bayrou, Charles Renaux, Louis Schubart – Émile Sartorius, Georges-Henri Albert, André François , Gaston Cyprès, René Fenouillere Cheftrainer: ohne | Frankreich A |
| Dänemark                                        | 1:0 S. Nielsen (3.) 2:0 S. Nielsen (4.) 3:0 S. Nielsen (6.) 4:1 Lindgren (18.) 5:1 Lindgren (37.) 6:1 S. Nielsen (39.) 7:1 S. Nielsen (46.) 8:1 S. Nielsen (48.) 9:1 S. Nielsen (52.) 10:1 Wolfhagen (60.) 11:1 S. Nielsen (64.) 12:1 S. Nielsen (66.) 13:1 N. Middelboe (68.) 14:1 Wolfhagen (72.) 15:1 S. Nielsen (76.) 16:1 Wolfhagen (82.) 17:1 Wolfhagen (89.) | 3:1 Sartorius (16.) | Frankreich A |
| 22. Oktober 1908 in London (White City Stadium) | | |              |
| Zuschauer: 1.000                                | | |              |
| Schiedsrichter: Thomas Campbell ( England)      | | |              |

### Großbritannien – Niederlande 4:0 (1:0)
| Großbritannien                                  | Großbritannien | Niederlande | Niederlande |
| ----------------------------------------------- | --- | --- | ----------- |
| Großbritannien                                  | \| 22. Oktober 1908 in London (White City Stadium) \| \| Zuschauer: 6.000 \| \| Schiedsrichter: Jack Howcroft ( England) \|                                                                             | \| 22. Oktober 1908 in London (White City Stadium) \| \| Zuschauer: 6.000 \| \| Schiedsrichter: Jack Howcroft ( England) \|                                                                                    | Niederlande |
| Großbritannien                                  | Horace Bailey – Walter Corbett, Herbert Smith – Kenneth Hunt, Frederick Chapman, Robert Hawkes – Arthur Berry, Vivian Woodward , Harry Stapley, Clyde Purnell, Harold Hardman Cheftrainer: Alfred Davis | Reinier Beeuwkes – Karel Heijting, Louis Otten – Ed Sol, Bok de Korver, Miel Mundt – Caius Welcker, Jops Reeman, Jan Thomée, Edu Snethlage, Frans de Bruyn Kops Cheftrainer: Edgar Wallace Chadwick ( England) | Niederlande |
| Großbritannien                                  | 1:0 Stapley (37.) 2:0 Stapley (60.) 3:0 Stapley (64.) 4:0 Stapley (75.) | | Niederlande |
| 22. Oktober 1908 in London (White City Stadium) | | |             |
| Zuschauer: 6.000                                | | |             |
| Schiedsrichter: Jack Howcroft ( England)        | | |             |

## Spiel um Bronze

### Niederlande – Schweden 2:0 (1:0)
Schweden spielte als Viertelfinal-Verlierer um Bronze, da Frankreich A aufgrund seiner hohen Halbfinalniederlage gegen Dänemark zurückzog.
| Niederlande                                        | Niederlande | Schweden | Schweden |
| -------------------------------------------------- | --- | --- | -------- |
| Niederlande                                        | \| 23. Oktober 1908 in London (White City Stadium) \| \| Zuschauer: 1.000 \| \| Schiedsrichter: John Hargreaves Pearson ( England) \|                                                                        | \| 23. Oktober 1908 in London (White City Stadium) \| \| Zuschauer: 1.000 \| \| Schiedsrichter: John Hargreaves Pearson ( England) \|                                                   | Schweden |
| Niederlande                                        | Reinier Beeuwkes – Karel Heijting, Louis Otten – Ed Sol, Bok de Korver , Jan Kok – Caius Welcker, Edu Snethlage, Jops Reeman, Jan Thomée, Frans de Bruyn Kops Cheftrainer: Edgar Wallace Chadwick ( England) | Oskar Bengtsson – Åke Fjästad, Nils Andersson – Sven Olsson, Hans Lindman , Valter Lidén – Arvid Fagrell, Gustaf Bergström, Olof Ohlsson, Karl Gustafsson, Karl Ansén Cheftrainer: ohne | Schweden |
| Niederlande                                        | 1:0 Reeman (6.) 2:0 Snethlage (58.) | | Schweden |
| 23. Oktober 1908 in London (White City Stadium)    | | |          |
| Zuschauer: 1.000                                   | | |          |
| Schiedsrichter: John Hargreaves Pearson ( England) | | |          |

## Finale

### Großbritannien – Dänemark 2:0 (1:0)
| Großbritannien                                  | Großbritannien | Dänemark | Dänemark |
| ----------------------------------------------- | --- | --- | -------- |
| Großbritannien                                  | \| 24. Oktober 1908 in London (White City Stadium) \| \| Zuschauer: 8.000 \| \| Schiedsrichter: John Lewis ( England) \|                                                                                | \| 24. Oktober 1908 in London (White City Stadium) \| \| Zuschauer: 8.000 \| \| Schiedsrichter: John Lewis ( England) \| | Dänemark |
| Großbritannien                                  | Horace Bailey – Walter Corbett, Herbert Smith – Kenneth Hunt, Frederick Chapman, Robert Hawkes – Arthur Berry, Vivian Woodward , Harry Stapley, Clyde Purnell, Harold Hardman Cheftrainer: Alfred Davis | Ludvig Drescher – Charles Buchwald, Harald Hansen – Harald Bohr, Kristian Middelboe , Nils Middelboe – Oskar Nørland, August Lindgren, Sophus Nielsen, Vilhelm Wolfhagen, Bjørn Rasmussen Cheftrainer: Charlie Williams ( England) | Dänemark |
| Großbritannien                                  | 1:0 Chapman (20.) 2:0 Woodward (46.) | | Dänemark |
| 24. Oktober 1908 in London (White City Stadium) | | |          |
| Zuschauer: 8.000                                | | |          |
| Schiedsrichter: John Lewis ( England)           | | |          |